# 2016년 하계 올림픽 탁구
제31회 하계 올림픽 탁구 경기는 브라질 리우데자네이루에서 8월 6일부터 8월 17일까지 열렸다.

## 메달 집계

### 순위
| 순위 | 나라                   | 금 | 은 | 동 | 합계 |
| 1    | 중화인민공화국         | 4  | 2  | 0  | 6    |
| 2    | 일본                   | 0  | 1  | 2  | 3    |
| 3    | 독일                   | 0  | 1  | 1  | 2    |
| 4    | 조선민주주의인민공화국 | 0  | 0  | 1  | 1    |
| 합계 | 합계                   | 4  | 4  | 4  | 12   |

### 종목
| 종목               | 금   | 은   | 동 |
| ------------------ | ---- | ---- | -- |
| 남자 단식 자세히   | 마롱 |      |    |
| 여자 단식 자세히   |      |      |    |
| 남자 단체전 자세히 |      |      |    |
| 여자 단체전 자세히 |      | 독일 |    |